# Эдегор, Мартин
Ма́ртин Э́дегор (норв. Martin Ødegaard; род. 17 декабря 1998[…], Драммен, Бускеруд) — норвежский футболист, полузащитник и капитан лондонского «Арсенала», капитан сборной Норвегии. Самый молодой вышедший на поле игрок в истории мадридского «Реала» и сборной Норвегии.
Воспитанник «Стрёмсгодсета», с 14 лет начал тренироваться с первой командой, дебютировал в основе в возрасте 15 лет и 114 дней, свой первый гол на профессиональном уровне забил в мае 2015 года . С января 2015 года — игрок мадридского «Реала». «Сливочные» заплатили за него около 3 млн евро, что является рекордом для 16-летнего игрока. С 2015 года — игрок сборной Норвегии. Самый молодой дебютант в истории этой команды, также является самым молодым участником матчей квалификации к Евро.

## Ранние годы
Отец Эдегора — профессиональный игрок Ханс Эрик Эдегор, в активе которого есть несколько матчей в основной сборной Норвегии. К моменту рождения Мартина уже завершил карьеру, был одним из владельцев футбольной академии «Драммен Стронг» и первым тренером сына. Родители Эдегора пожертвовали 50 000 крон, чтобы сделать искусственное поле неподалеку от дома. Эти инвестиции вернулись через 9 лет, когда Эдегор получил 100 000 крон от «Стрёмсгодсета» за приз «Лучшему таланту года» (2014). «Драммен Стронг» также заработали 250 000 крон.
Талант Эдегора на детском уровне был очевиден. В 11 лет он играл за команду своего округа, в то время как остальные мальчишки попадали туда не ранее 14—15 лет. В 12 лет он уже выступал на национальном турнире до 16 лет, произведя сильное впечатление на Ларса Тьерноса — главного тренера «Стрёмсгодсета».
Переход между юношеским и взрослым футболом прошёл максимально быстро: зимой 2012 года, в возрасте 13 лет, Эдегор начал тренироваться с основной командой. А уже посреди сезона дебютировал в товарищеском матче против «Митдалена». В 14 лет Эдегор уже играл за третью команду «Стремсгодсета» в рамках пятого дивизиона (полупрофессионалы).

## Клубная карьера

### «Стрёмсгодсет»
В январе 2014 года норвежец начал тренироваться с основной командой. Его дебют в чемпионате Норвегии состоялся 13 апреля 2014 года в матче против «Олесунна», что сделало его самым молодым игроком, когда-либо выходившем на поле в Типпелиге. Юный вундеркинд мог бы дебютировать и раньше, однако по правилам лиги на поле не может выходить игрок без профессионального контракта, а заключать этот контракт можно не ранее 16-летнего возраста. Эдегор был включён в «лист B» — в нём находятся игроки ближайшего резерва, которые могут проводить не более 3 матчей за сезон.
5 мая того же года он подписал с клубом свой первый профессиональный контракт сроком на полтора года. 16 мая Мартин забил свой первый гол в матче против «Сарнсборга» и стал самым молодым голеадором в истории лиги. 9 июня в матче с «Хёугесунном» на 69-й минуте благодаря своему дриблингу Эдегор забил победный гол для своей команды. 16 июля дебютировал в еврокубках — в поединке отборочного раунда Лиги чемпионов УЕФА против «Стяуа» (0:1). 19 октября оформил первый дубль, принеся своей команде победу над «Лиллестрём» (2:1). Также октябре появилась информация, что Эдегора хочет приобрести амстердамский «Аякс». 17 декабря Эдегору исполнилось 16 лет. К этому моменту он имел на своём счету 23 матча и 5 голов в большом футболе. К этому времени им уже интересовалось более 30 клубов, включая такие гранды, как «Челси», «Бавария», «Манчестер Юнайтед», «Ливерпуль», «Манчестер Сити», «Реал», «Барселона», «Атлетико», «Ювентус» и другие. Мартин отправился на просмотры в «Аякс», где провёл несколько тренировок. Затем были командировки в «Ливерпуль» и «Ювентус».

### «Реал Мадрид»

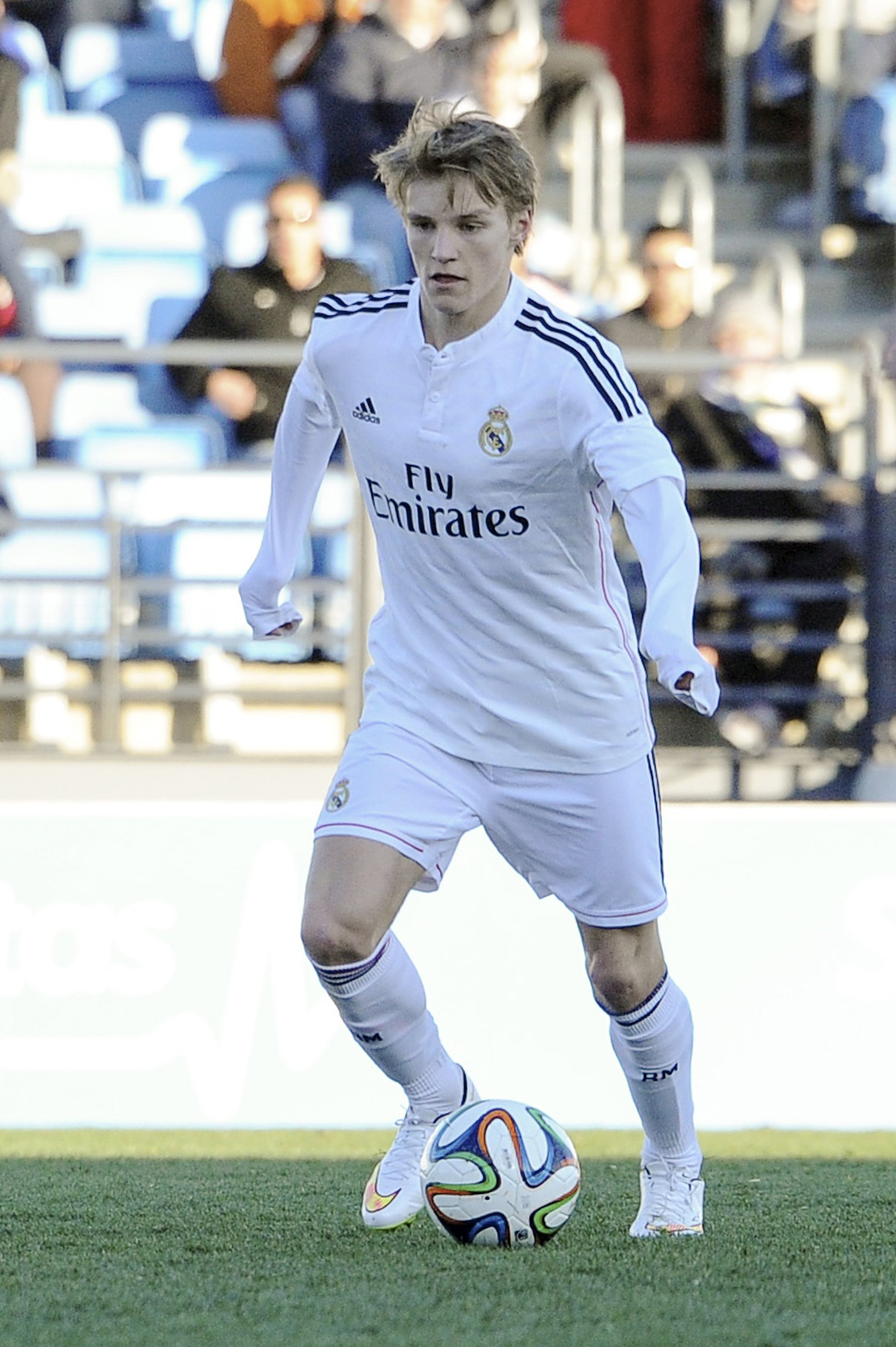
Мартин Эдегор в составе мадридского «Реала»

22 января 2015 года «Реал Мадрид» официально объявил о подписании контракта с Эдегором. Сумма трансфера составила от 3 до 4 миллионов евро с возможным увеличением до 8 миллионов. Зарплата норвежского подростка составила 2,25 млн евро в год. По условиям соглашения, Эдегор будет выступать в «Реал Кастилье», однако тренироваться сможет и с основным составом. По мнению ряда изданий, «Реал» покупал не конкретного футболиста, а бренд, на котором можно было бы неплохо заработать. Кроме того, этой покупкой президент клуба Флорентино Перес утер нос всем европейским грандам, включая «Барселону».
Начало карьеры Эдегора в Мадриде получилось хорошим: в феврале он дебютировал во второй команде в рамках Сегунды Б и забил первый гол. Также был включен в заявку на матчи плей-офф Лиги чемпионов. Однако уже к апрелю всё изменилось. Под руководством Зинедина Зидана «Кастилья» потерпела четыре поражения подряд, Эдегор потерял место в основе, а с первой командой тренировался всё реже. Чтобы вернуть уверенность молодому таланту, Флорентино Перес убедил Карло Анчелотти включить его в заявку на матчи Ла Лиги. Сам тренер вспоминает об этом в своей биографии:
«Президент решил, что норвежец сыграет три матча за первую команду в качестве мероприятия по организации общественного мнения. Он мог быть лучшим игроком в мире, но мне было все равно, потому что он не был тем футболистом, которого я просил. Этот трансфер был совершён для пиара».
Эдегор дебютировал за главную команду 23 мая 2015 года под номером 41 в последнем матче сезона 2014/15 против «Хетафе» (7:3), заменив Криштиану Роналду. Благодаря этому норвежец стал самым молодым игроком в истории королевского клуба, дебютировавшим в чемпионате Испании. На тот момент возраст полузащитника составил 16 лет и 156 дней. Ранее рекорд принадлежал Себастьяну Лосаде, который впервые вышел на поле в футболке «Реала» в 17 лет и 6 дней в 1984 году. Весь следующий сезон Эдегор провёл в «Кастилье». Постепенно он адаптировался к Испании и стал одним из лидеров команды, приведя её к победе в своей группе Сегунды B. 30 ноября 2016 года Мартин дебютировал в старте «Реала» — спустя 679 дней после подписания контракта. Он отыграл все 90 минут в поединке Кубка Испании против «Культураль Леонеса» (6:1). Однако уже в следующем раунде кубка остался вне заявки. После этого потребовал отпустить его в другой клуб.
В сентябре 2020 года был досрочно возвращён в «Реал Мадрид», потому что тренер Зинедин Зидан был впечатлен его игрой. Однако закрепиться в составе «сливочных» со второй попытки норвежцу также не удалось: в первой половине сезона он принял участие лишь в девяти матчах команды.

#### Аренды в Нидерланды, Испанию и Англию
10 января 2017 года отправлен в аренду на два года в «Херенвен». В этой команде игрок провёл полтора года. Первые полгода адаптировался — забил всего 1 гол в 16 играх. Во втором уже был важным игроком основы, пусть результативность и оставляла желать лучшего: 2 гола и 1 голевая передача в 24 матчах. По возвращении в «Реал» подписал новый контракт до 2021 года.
21 августа 2018 года нидерландский «Витесс» арендовал 19-летнего игрока на один сезон. Под руководством Леонида Слуцкого Эдегор сыграл в 39 матчах во всех турнирах, забил 11 голов и раздал 18 голевых передач. Был признан лучшим игроком Эредивизи в апреле, попал в итоговую символическую сборную, был признан лучшим игроком сезона в самом «Витессе».
5 июля 2019 года Мартин был отдан в аренду в «Реал Сосьедад» на 2 сезона. Норвежец уверенно закрепился в основе и уже во втором туре забил гол, который стал единственным на выезде против «Мальорки» (1:0). В сентябре поучаствовал в победе над «Атлетико» (2:0), а также отдал голевые в матчах против «Алавеса» и «Севильи».
27 января 2021 года Эдегор перешёл в лондонский «Арсенал» на правах аренды до конца сезона, в команде получил 11-й номер. 20 августа 2021 года перешёл в лондонский «Арсенал» за сумму в 35 млн евро. 22 сентября 2023 года продлил контракт до 30 июня 2028 года.

## Карьера в сборной
С 2013 года Мартин Эдегор выступал за юношеские сборные Норвегии различных возрастов. 27 августа 2014 года Мартин дебютировал в составе главной сборной страны, выйдя в стартовом составе в товарищеском матче со сборной ОАЭ и сыграв все 90 минут матча. Он стал самым юным игроком сборной Норвегии за всю её историю. Эдегор побил рекорд, который держался 104 года. Осенью 2014 года дебютировал в официальном матче — против Болгарии (2:1). Встреча проходила в рамках отбора к Евро-2016, Эдегор стал самым молодым игроком данной стадии турнира. Свой первый гол забил 7 июня 2019 года в домашнем матче квалификации к Евро-2020 против Румынии (2:2).

## Статистика

### Клубная статистика
| Выступление            | Выступление      | Выступление      | Лига | Лига | Кубки | Кубки | Еврокубки | Еврокубки | Прочие | Прочие | Итого | Итого |
| Клуб                   | Лига             | Сезон            | Игры | Голы | Игры  | Голы  | Игры      | Голы      | Игры   | Голы   | Игры  | Голы  |
| ---------------------- | ---------------- | ---------------- | ---- | ---- | ----- | ----- | --------- | --------- | ------ | ------ | ----- | ----- |
| Стрёмсгодсет           | Элитсерия        | 2014             | 23   | 5    | 1     | 0     | 1         | 0         | —      | —      | 25    | 5     |
| Стрёмсгодсет           | Итого            | Итого            | 23   | 5    | 1     | 0     | 1         | 0         | —      | —      | 25    | 5     |
| Реал Мадрид            | Примера          | 2014/15          | 1    | 0    | —     | —     | —         | —         | —      | —      | 1     | 0     |
| Реал Мадрид            | Примера          | 2016/17          | —    | —    | 1     | 0     | —         | —         | —      | —      | 1     | 0     |
| Реал Мадрид            | Примера          | 2020/21          | 7    | 0    | 0     | 0     | 2         | 0         | —      | —      | 9     | 0     |
| Реал Мадрид            | Итого            | Итого            | 8    | 0    | 1     | 0     | 2         | 0         | —      | —      | 11    | 0     |
| → Реал Мадрид Кастилья | Сегунда B        | 2014/15          | 11   | 1    | —     | —     | —         | —         | —      | —      | 11    | 1     |
| → Реал Мадрид Кастилья | Сегунда B        | 2015/16          | 34   | 1    | —     | —     | —         | —         | 4      | 0      | 38    | 1     |
| → Реал Мадрид Кастилья | Сегунда B        | 2016/17          | 13   | 3    | —     | —     | —         | —         | —      | —      | 13    | 3     |
| → Реал Мадрид Кастилья | Итого            | Итого            | 58   | 5    | —     | —     | —         | —         | 4      | 0      | 62    | 5     |
| → Херенвен             | Эредивизи        | 2016/17          | 14   | 0    | 1     | 0     | —         | —         | 2      | 1      | 17    | 1     |
| → Херенвен             | Эредивизи        | 2017/18          | 24   | 2    | 2     | 0     | —         | —         | —      | —      | 26    | 2     |
| → Херенвен             | Итого            | Итого            | 38   | 2    | 3     | 0     | —         | —         | 2      | 1      | 43    | 3     |
| → Витесс               | Эредивизи        | 2018/19          | 31   | 8    | 4     | 2     | —         | —         | 4      | 1      | 39    | 11    |
| → Витесс               | Итого            | Итого            | 31   | 8    | 4     | 2     | —         | —         | 4      | 1      | 39    | 11    |
| → Реал Сосьедад        | Примера          | 2019/20          | 31   | 4    | 5     | 3     | —         | —         | —      | —      | 36    | 7     |
| → Реал Сосьедад        | Итого            | Итого            | 31   | 4    | 5     | 3     | —         | —         | —      | —      | 36    | 7     |
| Арсенал (Лондон)       | Премьер-лига     | → 2020/21        | 14   | 1    | —     | —     | 6         | 1         | —      | —      | 20    | 2     |
| Арсенал (Лондон)       | Премьер-лига     | 2021/22          | 36   | 7    | 4     | 0     | —         | —         | —      | —      | 40    | 7     |
| Арсенал (Лондон)       | Премьер-лига     | 2022/23          | 37   | 15   | 1     | 0     | 7         | 0         | —      | —      | 45    | 15    |
| Арсенал (Лондон)       | Премьер-лига     | 2023/24          | 35   | 8    | 4     | 1     | 9         | 2         | —      | —      | 48    | 11    |
| Арсенал (Лондон)       | Премьер-лига     | 2024/25          | 26   | 2    | 4     | 0     | 9         | 3         | —      | —      | 39    | 5     |
| Арсенал (Лондон)       | Итого            | Итого            | 148  | 33   | 13    | 1     | 31        | 6         | —      | —      | 192   | 40    |
| Всего за карьеру       | Всего за карьеру | Всего за карьеру | 337  | 57   | 27    | 6     | 34        | 6         | 10     | 2      | 408   | 71    |

### Выступления за сборную
| Сборная  | Год   | Товарищеские матчи | Товарищеские матчи | Турниры | Турниры | Итого | Итого |
| Сборная  | Год   | Игры               | Голы               | Игры    | Голы    | Игры  | Голы  |
| -------- | ----- | ------------------ | ------------------ | ------- | ------- | ----- | ----- |
| Норвегия | 2014  | 2                  | 0                  | 1       | 0       | 3     | 0     |
| Норвегия | 2015  | 1                  | 0                  | 4       | 0       | 5     | 0     |
| Норвегия | 2016  | 1                  | 0                  | —       | —       | 1     | 0     |
| Норвегия | 2017  | 1                  | 0                  | —       | —       | 1     | 0     |
| Норвегия | 2018  | 2                  | 0                  | 2       | 0       | 4     | 0     |
| Норвегия | 2019  | —                  | —                  | 8       | 1       | 8     | 1     |
| Норвегия | 2020  | —                  | —                  | 3       | 0       | 3     | 0     |
| Норвегия | 2021  | 2                  | 0                  | 10      | 0       | 12    | 0     |
| Норвегия | 2022  | 4                  | 1                  | 6       | 0       | 10    | 1     |
| Норвегия | 2023  | 1                  | 0                  | 7       | 1       | 8     | 1     |
| Всего    | Всего | 14                 | 1                  | 41      | 2       | 55    | 3     |

### Матчи Эдегора за сборную Норвегии
| Матчи Эдегора за сборную Норвегии | Матчи Эдегора за сборную Норвегии | Матчи Эдегора за сборную Норвегии | Матчи Эдегора за сборную Норвегии | Матчи Эдегора за сборную Норвегии | Матчи Эдегора за сборную Норвегии |
| --------------------------------- | --------------------------------- | --------------------------------- | --------------------------------- | --------------------------------- | --------------------------------- |
| №                                 | Дата                              | Соперник                          | Счёт                              | Голы Эдегора                      | Соревнование                      |
| 1                                 | 27 августа 2014                   | ОАЭ                               | 0:0                               | —                                 | Товарищеский матч                 |
| 2                                 | 13 октября 2014                   | Болгария                          | 2:1                               | —                                 | Чемпионат Европы 2016 (отбор)     |
| 3                                 | 12 ноября 2014                    | Эстония                           | 0:1                               | —                                 | Товарищеский матч                 |
| 4                                 | 28 марта 2015                     | Хорватия                          | 1:5                               | —                                 | Чемпионат Европы 2016 (отбор)     |
| 5                                 | 8 июня 2015                       | Швеция                            | 0:0                               | —                                 | Товарищеский матч                 |
| 6                                 | 12 июня 2015                      | Азербайджан                       | 0:0                               | —                                 | Чемпионат Европы 2016 (отбор)     |
| 7                                 | 10 октября 2015                   | Мальта                            | 2:0                               | —                                 | Чемпионат Европы 2016 (отбор)     |
| 8                                 | 15 ноября 2015                    | Венгрия                           | 1:2                               | —                                 | Чемпионат Европы 2016 (отбор)     |
| 9                                 | 29 марта 2016                     | Финляндия                         | 2:0                               | —                                 | Товарищеский матч                 |
| 10                                | 11 ноября 2017                    | Македония                         | 0:2                               | —                                 | Товарищеский матч                 |
| 11                                | 23 марта 2018                     | Австралия                         | 4:1                               | —                                 | Товарищеский матч                 |
| 12                                | 26 марта 2018                     | Албания                           | 1:0                               | —                                 | Товарищеский матч                 |
| 13                                | 16 ноября 2018                    | Словения                          | 1:1                               | —                                 | Лига наций УЕФА 2018/2019         |
| 14                                | 19 ноября 2018                    | Кипр                              | 2:0                               | —                                 | Лига наций УЕФА 2018/2019         |
| 15                                | 23 марта 2019                     | Испания                           | 1:2                               | —                                 | Чемпионат Европы 2020 (отбор)     |
| 16                                | 26 марта 2019                     | Швеция                            | 3:3                               | —                                 | Чемпионат Европы 2020 (отбор)     |
| 17                                | 7 июня 2019                       | Румыния                           | 2:2                               | 1                                 | Чемпионат Европы 2020 (отбор)     |
| 18                                | 10 июня 2019                      | Фарерские острова                 | 2:0                               | —                                 | Чемпионат Европы 2020 (отбор)     |
| 19                                | 5 сентября 2019                   | Мальта                            | 2:0                               | —                                 | Чемпионат Европы 2020 (отбор)     |
| 20                                | 8 сентября 2019                   | Швеция                            | 1:1                               | —                                 | Чемпионат Европы 2020 (отбор)     |
| 21                                | 12 октября 2019                   | Испания                           | 1:1                               | —                                 | Чемпионат Европы 2020 (отбор)     |
| 22                                | 15 октября 2019                   | Румыния                           | 1:1                               | —                                 | Чемпионат Европы 2020 (отбор)     |
| 23                                | 8 октября 2020                    | Сербия                            | 1:2                               | —                                 | Чемпионат Европы 2020 (отбор)     |
| 24                                | 11 октября 2020                   | Румыния                           | 4:0                               | —                                 | Лига наций УЕФА 2020/2021         |
| 25                                | 14 октября 2020                   | Северная Ирландия                 | 1:0                               | —                                 | Лига наций УЕФА 2020/2021         |
| 26                                | 24 марта 2021                     | Гибралтар                         | 3:0                               | —                                 | Чемпионат мира 2022 (отбор)       |
| 27                                | 27 марта 2021                     | Турция                            | 0:3                               | —                                 | Чемпионат мира 2022 (отбор)       |
| 28                                | 30 марта 2021                     | Черногория                        | 1:0                               | —                                 | Чемпионат мира 2022 (отбор)       |
| 29                                | 2 июня 2021                       | Люксембург                        | 1:0                               | —                                 | Товарищеский матч                 |
| 30                                | 6 июня 2021                       | Греция                            | 1:2                               | —                                 | Товарищеский матч                 |
| 31                                | 1 сентября 2021                   | Нидерланды                        | 1:1                               | —                                 | Чемпионат мира 2022 (отбор)       |
| 32                                | 4 сентября 2021                   | Латвия                            | 2:0                               | —                                 | Чемпионат мира 2022 (отбор)       |
| 33                                | 7 сентября 2021                   | Гибралтар                         | 5:1                               | —                                 | Чемпионат мира 2022 (отбор)       |
| 34                                | 8 октября 2021                    | Турция                            | 1:1                               | —                                 | Чемпионат мира 2022 (отбор)       |
| 35                                | 11 октября 2021                   | Черногория                        | 2:0                               | —                                 | Чемпионат мира 2022 (отбор)       |
| 36                                | 13 ноября 2021                    | Латвия                            | 0:0                               | —                                 | Чемпионат мира 2022 (отбор)       |
| 37                                | 16 ноября 2021                    | Нидерланды                        | 0:2                               | —                                 | Чемпионат мира 2022 (отбор)       |
| 38                                | 25 марта 2022                     | Словакия                          | 2:0                               | 1                                 | Товарищеский матч                 |
| 39                                | 29 марта 2022                     | Армения                           | 9:0                               | —                                 | Товарищеский матч                 |
| 40                                | 2 июня 2022                       | Сербия                            | 1:0                               | —                                 | Лига наций УЕФА 2022/2023         |
| 41                                | 5 июня 2022                       | Швеция                            | 2:1                               | —                                 | Лига наций УЕФА 2022/2023         |
| 42                                | 9 июня 2022                       | Словения                          | 0:0                               | —                                 | Лига наций УЕФА 2022/2023         |
| 43                                | 12 июня 2022                      | Швеция                            | 3:2                               | —                                 | Лига наций УЕФА 2022/2023         |
| 44                                | 24 сентября 2022                  | Словения                          | 1:2                               | —                                 | Лига наций УЕФА 2022/2023         |
| 45                                | 27 сентября 2022                  | Сербия                            | 0:2                               | —                                 | Лига наций УЕФА 2022/2023         |
| 46                                | 17 ноября 2022                    | Ирландия                          | 2:1                               | —                                 | Товарищеский матч                 |
| 47                                | 20 ноября 2022                    | Финляндия                         | 1:1                               | —                                 | Товарищеский матч                 |
| 48                                | 25 марта 2023                     | Испания                           | 0:3                               | —                                 | Чемпионат Европы 2024 (отбор)     |
| 49                                | 28 марта 2023                     | Грузия                            | 1:1                               | —                                 | Чемпионат Европы 2024 (отбор)     |
| 50                                | 17 июня 2023                      | Шотландия                         | 1:2                               | —                                 | Чемпионат Европы 2024 (отбор)     |
| 51                                | 20 июня 2023                      | Кипр                              | 3:1                               | —                                 | Чемпионат Европы 2024 (отбор)     |
| 52                                | 7 сентября 2023                   | Иордания                          | 6:0                               | —                                 | Товарищеский матч                 |
| 53                                | 12 сентября 2023                  | Грузия                            | 2:1                               | 1                                 | Чемпионат Европы 2024 (отбор)     |
| 54                                | 12 октября 2023                   | Кипр                              | 4:0                               | —                                 | Чемпионат Европы 2024 (отбор)     |
| 55                                | 15 октября 2023                   | Испания                           | 0:1                               | —                                 | Чемпионат Европы 2024 (отбор)     |
| 56                                | 22 марта 2024                     | Чехия                             | 1:2                               | —                                 | Товарищеский матч                 |
| 57                                | 26 марта 2024                     | Словакия                          | 1:1                               | —                                 | Товарищеский матч                 |

Итого: 57 матчей / 3 гола; 26 побед, 16 ничьих, 15 поражений.

## Достижения

### Командные
«Реал Сосьедад»
- Обладатель Кубка Испании: 2019/20

«Арсенал» Лондон
- Обладатель Суперкубка Англии: 2023

### Личные
- Обладатель награды «Gullballen»: 2019[48]
- Футболист года в Норвегии: 2019
- Входит в состав символической сборной Эредивизи: 2018/19[49]
- Игрок месяца Эредивизи: апрель 2019[50]
- Входит в состав «команды месяца» Эредивизи: апрель 2019[50]
- Талант месяца Эредивизи: май 2019[51]
- Игрок месяца Ла Лиги: сентябрь 2019[52]
- Игрок месяца английской Премьер-лиги (2): ноябрь 2022, декабрь 2022
- Игрок сезона в «Арсенале» (2): 2022/23[53], 2023/24[54]
- Входит в состав символической сборной сезона по версии ESM: 2022/23[55]
- Входит в состав «команды года» по версии ПФА (2): 2022/23[56], 2023/24[57]